# Beseď
Beseď (rusky Беседь, bělorusky Беседзь) je řeka ve Smolenské a Brjanské oblasti v Rusku a v Mohylevské a Homelské oblasti v Bělorusku. Je 261 km dlouhá. Povodí má rozlohu 5600 km².

## Průběh toku
Pramení na jihu Smolenské oblasti. Ústí zleva do řeky Sož (povodí Dněpru) ve vzdálenosti 30 km nad městem Homel.

## Vodní režim
Průměrný průtok vody v ústí činí 27,8 m³/s.

## Využití
Vodní doprava je možná od obce Krasnaja Gora, která se nachází 98 km od ústí..